# Коувола
Ко́увола (фін. Kouvola) — місто Фінляндії. Адміністративний, культурний та промисловий центр регіону Коувола, який є субпровінцією провінції Кюменлааксо.

## Географія
Розташоване на річці Кюмійокі у південно-східній частині Фінляндії. Відстань до Гельсінкі — 140 км. Площа міста — 2 883,30 км²

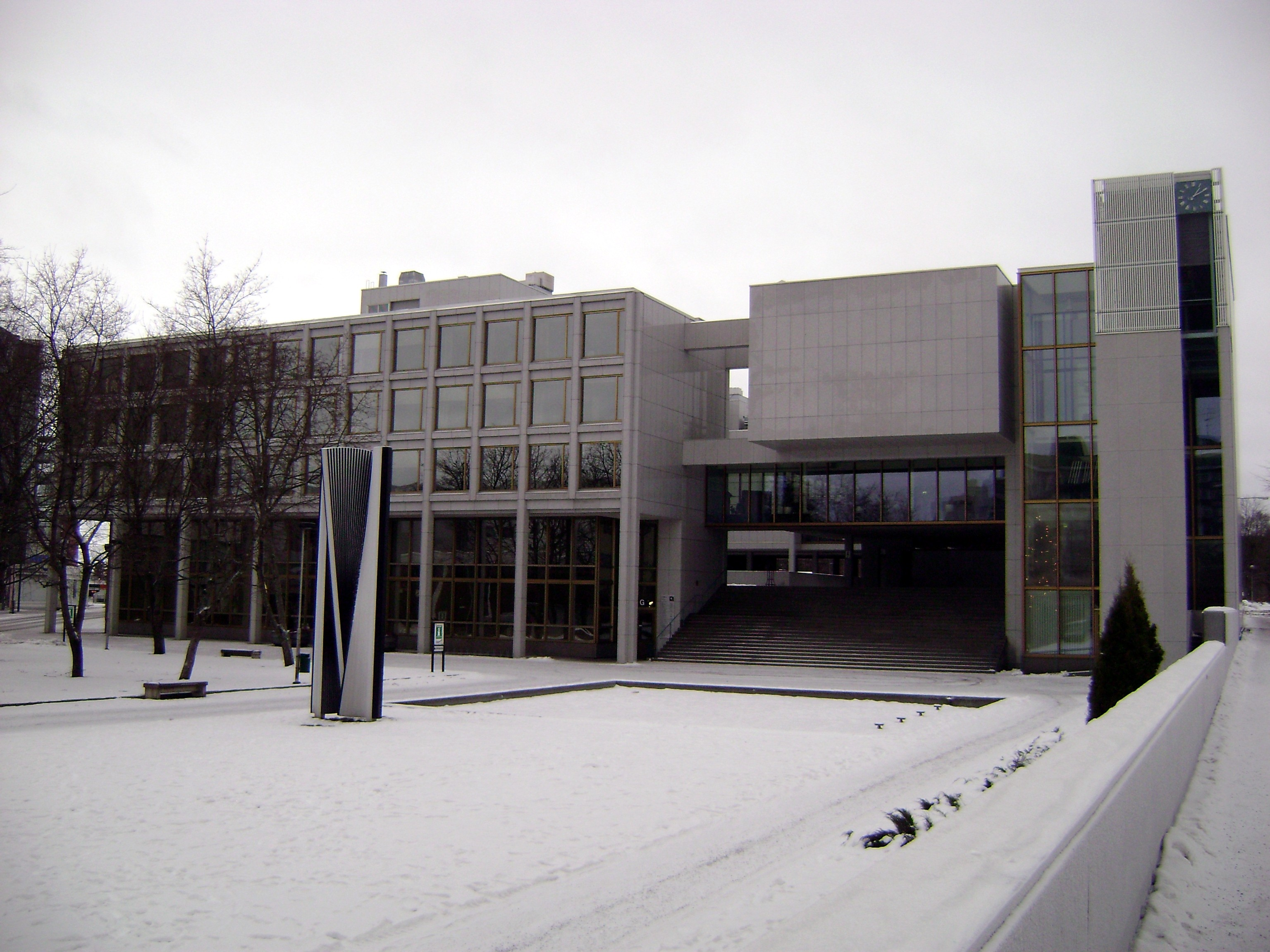
Сіті-хол міста Коувола

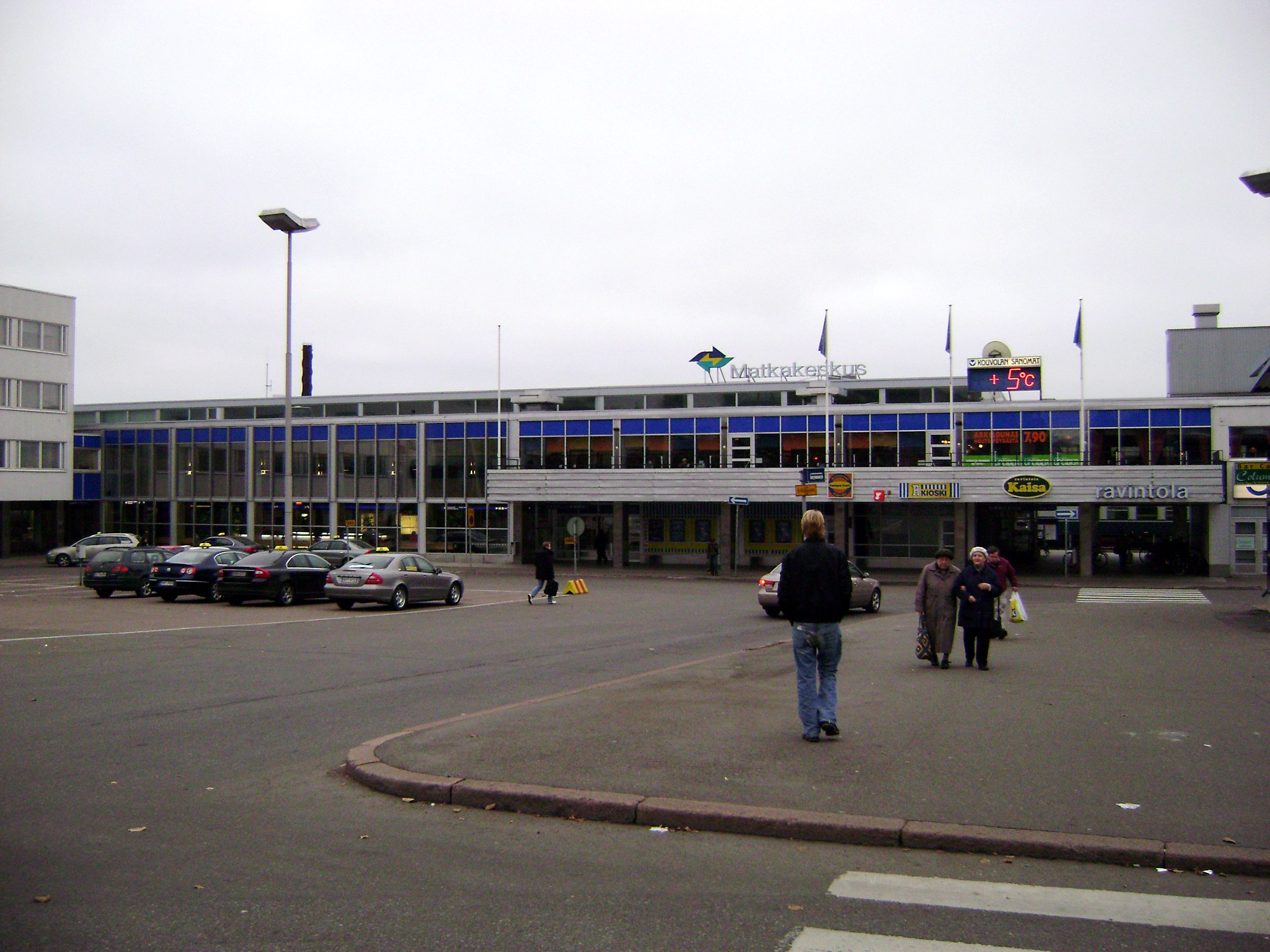
Вокзал міста

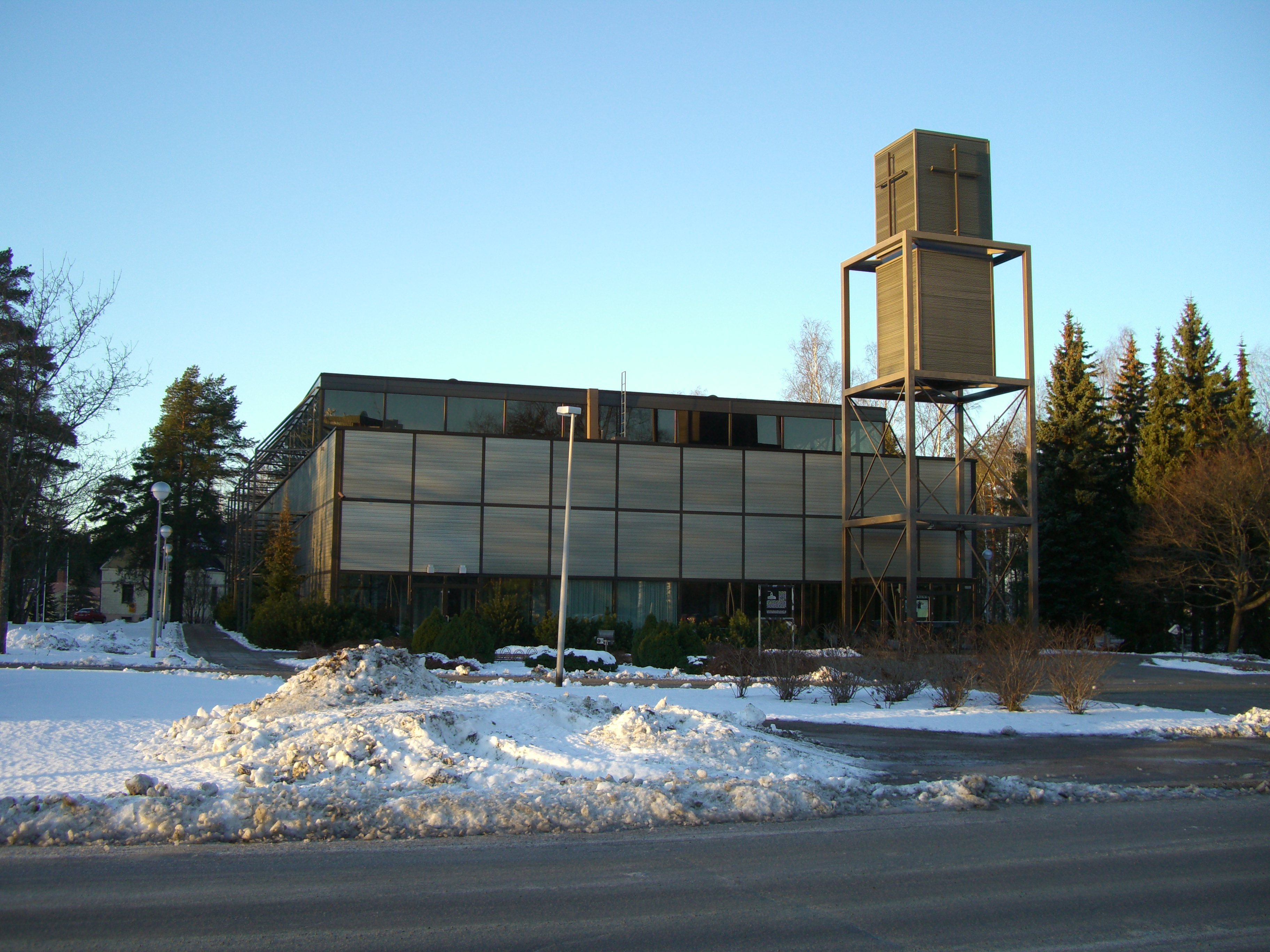
Центральна церква Коувола

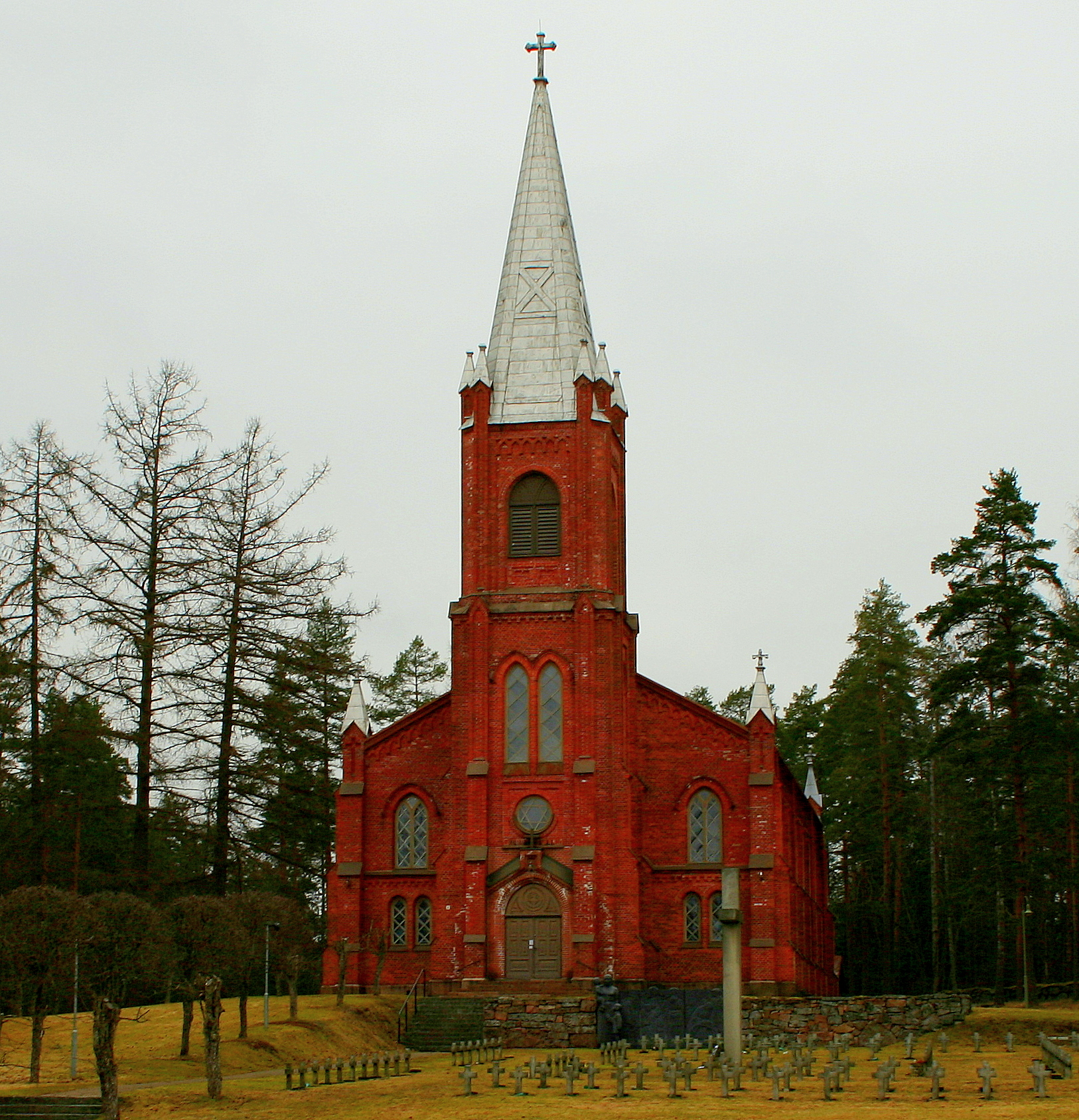
Церква в Аньяланкоскі

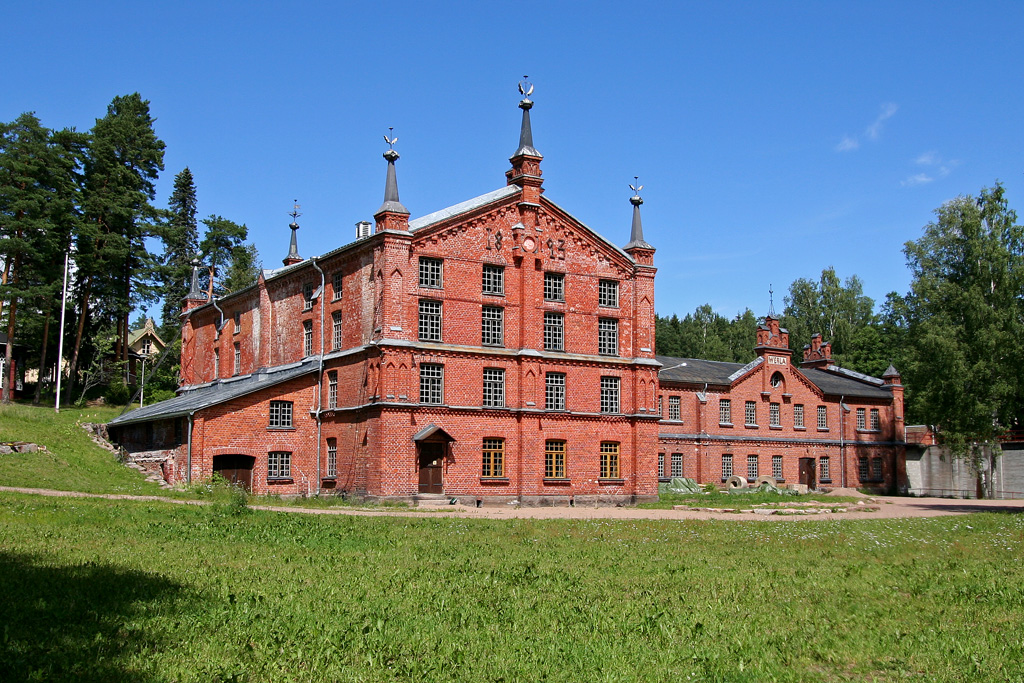
Фабрикка-музей Верла

## Історія міста
Вважається що назва населеного пункту Коувола з'явилася у 15 столітті. Вже тоді через цей регіон проходили шляхи, що з'єднують північні та південні регіони Фінляндії. Водночас тут починає розвиватися сільське господарство. На початку 18 століття цей регіон мав вже досить розвинене землеробство. Але війни та неврожаї значно сповільнили розвиток Коувола. Тоді ж Коувола опинилася на передньому краї боїв між Швецією і Росією. У 19 столітті в регіоні Коувола починає розвиватися деревообробнатаі целюлозно-паперова промисловість. 1870 року через місто була прокладена залізниця, яка також сильно вплинула на розвиток міста. У 20 столітті історія міста багата подіями, місто розвивається як промисловий, транспортний та культурний центр. Розвиток міста призупинився у воєнні роки — місто сильно постраждало від бомбардувань під час «Зимової» війни. Після закінчення війни розвиток Коувола продовжився. 1955 року місто стало адміністративним центром губернії Кюмі. Був заново відбудований центр міста, життя міста стала різноманітнішим: з'явилася текстильна промисловість, заробив театр, музичне училище. 1986 року побудували парк розваг «Тюккімякі».
З 1 січня 2009 Коувола, де на той час налічувалось близько 30 тисяч жителів, став десятим за кількістю населення містом Фінляндії. Населені пункти Аньяланкоскі, Елімякі, Яала, Куусанкоскі, Валкеала та Коувола були об'єднані в нове місто Коувола, в якому тепер проживає 88 000 жителів.

## Пам'ятки
- Парк розваг Тюккімякі (фін. Tykkimaen huvipuisto) є третім за величиною у Фінляндії і дуже популярне.
- Територія гарнізону Коувола (Kasarmialue). У 1911—1914 роках за наказом імператора Миколи II були зведені будівлі, в яких розташувався російський гарнізон.
- Музей радіо (Kouvolan Radiomuseo). У музеї зібрано безліч експонатів розповідають про розвиток радіотехніки у 20 столітті. Радіостанції, радіоприймачі та безліч експонатів близьких за тематикою.
- Музей залізничних моделей (Pienoisrautatiemuseo).
- Фабрика-музей Верла (Verla)), занесена до списку світової спадщини ЮНЕСКО.

## Населення
Чисельність населення міста, станом на 28 лютого 2025 року, налічує 78 274 особи.

## Економіка
Більшість мешканців міста (близько 75 %) зайняті у сфері послуг. Коувола є великим транспортним вузлом, в якому поєднуються залізничні та автомобільні маршрути перевезень вантажів, є зручні транспортні зв'язки з портами Фінляндії. Залізнична станція Коувола є «прикордонною» залізничною станцією Євросоюзу і початком «Транс-Євразійського» залізничного транзиту. Також відомий на всю Фінляндію Комерційний інститут міста, який дає середню професійну торгово-економічну освіту.
Одним з найвідоміших туристичних об'єктів міста є Лунапарк «Тюккімякі», який відвідують щороку близько 200 тисяч осіб.

## Міста-побратими
- Балатонфюред, Угорщина
- Мюльгайм-на-Рурі, Німеччина
- Полтава, Україна[8][9]